# Stanislav Salač
Stanislav Salač (* 16. června 1969) je bývalý český fotbalista, záložník. Po skončení aktivní kariéry působí jako fotbalový funkcionář.

## Fotbalová kariéra
V české lize hrál za SK Dynamo České Budějovice. Nastoupil ve 3 ligových utkáních. Ve druhé lize hrál za FK Chmel Blšany a FK Baník Most.

## Ligová bilance
| Ročník                          | Zápasy | Góly | Klub                       |
| ------------------------------- | ------ | ---- | -------------------------- |
| 1. česká fotbalová liga 1994/95 | 3      | 0    | SK Dynamo České Budějovice |
| CELKEM                          | 3      | 0    |                            |